# 艾爾斯巴赫河 (皮特拉赫河支流)
49°46′51.53″N 11°20′6.30″E / 49.7809806°N 11.3350833°E

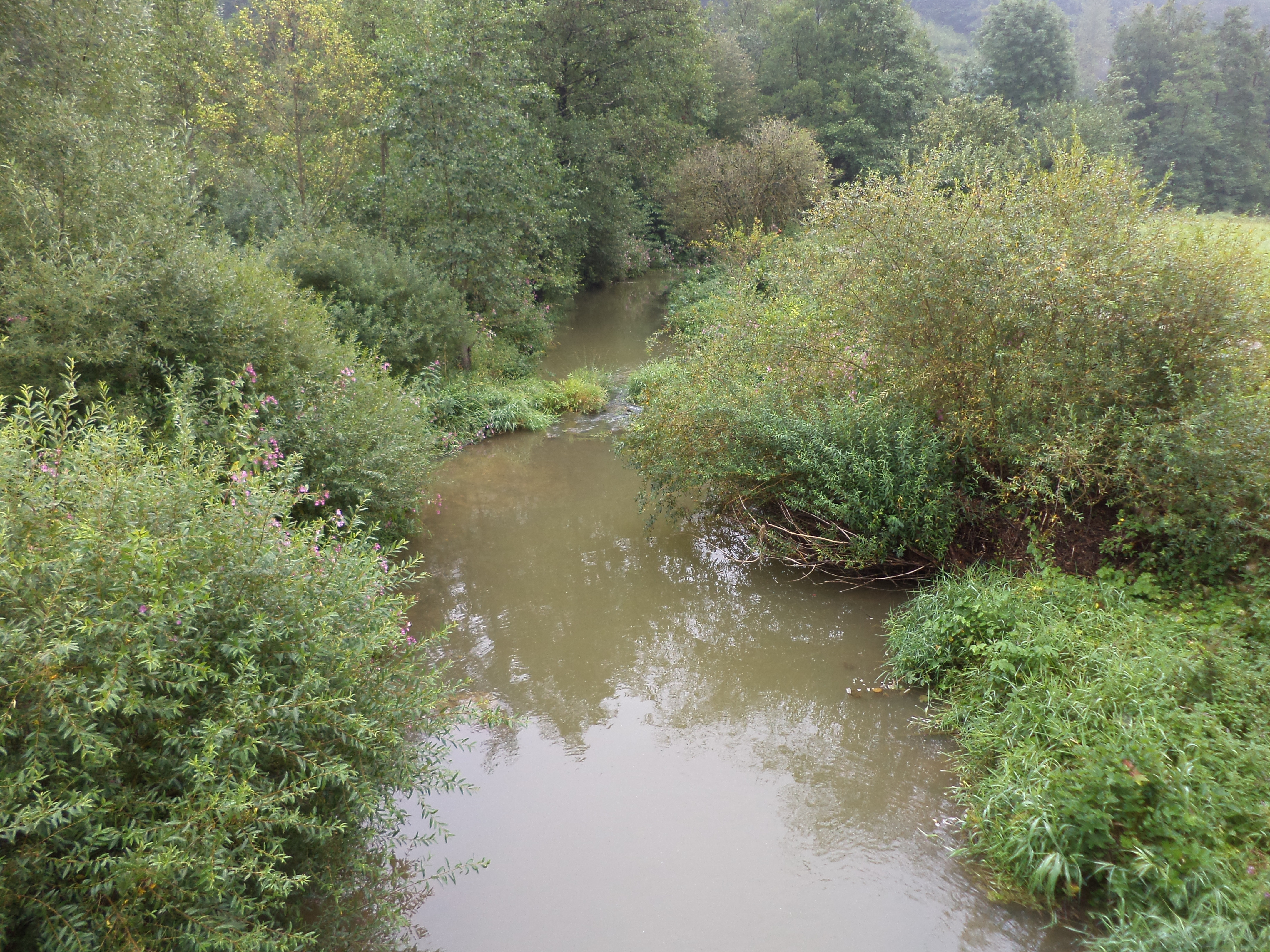

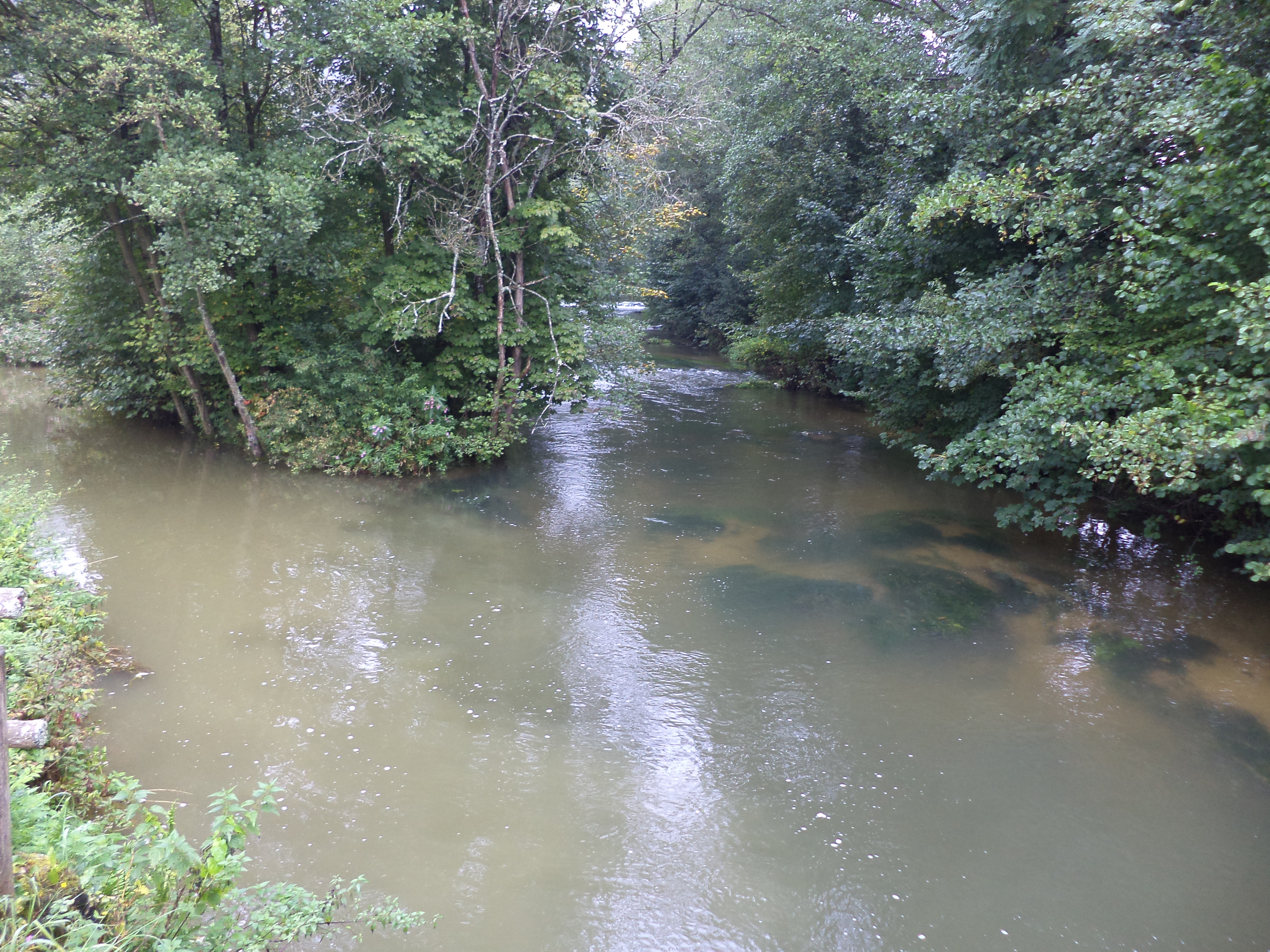

艾爾斯巴赫河（德語：Ailsbach），是德國的河流，位於該國東南部，由巴伐利亞負責管轄，屬於皮特拉赫河的右支流，河道全長19.1公里，流域面積54.5平方公里。